# 小塞爾布利夫卡
47°42′21″N 31°35′53″E / 47.70583°N 31.59806°E
小塞爾布利夫卡（烏克蘭語：Малосербулівка），是烏克蘭南部尼古拉耶夫州沃兹涅先斯克区葉拉涅茨市鎮的村落。始建於1751年，面積0.76平方公里，海拔高度104米，2001年人口93，人口密度每平方公里122.4人。
该村于2014年7月11日被废弃。